# Wijkia bessonii
Wijkia bessonii là một loài Rêu trong họ Sematophyllaceae. Loài này được (Renauld & Cardot) H.A. Crum miêu tả khoa học đầu tiên năm 1971.